# Tony Asher
Tony Asher (Londres, 2 de maio de 1939) é um escritor de canções, quem entre outras coisas ajudou a Brian Wilson a compor várias canções de Pet Sounds, incluindo as canções mais populares desse álbum como "God Only Knows" e "Wouldn't It Be Nice".

## Biografia
Após Brian cancelar os concertos com The Beach Boys, Wilson se dedicou exclusivamente a compor canções e estar no estúdio utilizando os conhecimentos de compositor e produtor que tinha desenvolvido em seus anteriores trabalhos. Em Pet Sounds Wilson começou a experimentar com arranjos musicais e letras de canções mais sofisticadas, fazendo que os seus métodos de trabalho e gravação atingissem a cume artística. Quase toda a música e arranjos do álbum foram feitos por Wilson de maneira independente, e para trabalhar na letra das canções começou a procurar um sócio, Tony Asher.
A princípios de janeiro de 1966, Wilson pôs-se em contacto com o poeta e jovem publicista Tony Asher, com quem reuniu-se durante várias semanas dantes de começar as gravações nos estúdios de gravação. Segundo Asher (quem mal conhecia a Wilson), não podia imaginar que o próprio Wilson o tivesse procurado para o seu projecto pessoal, já que ele não sabia nada a respeito da sua maneira de trabalhar. A maioria das canções de Pet Sounds foram escritas durante dezembro de 1965 e janeiro de 1966. Conquanto a maioria foram escritas por Wilson com Tony Asher, "I Know There's an Answer" foi coescrita com outro novo sócio, Terry Sachen.